# Gabriel Cocha
Gabriel Eduardo Cocha Silva (Comodoro Rivadavia, 8 gennaio 1971) è un ex cestista argentino.

## Carriera
Con l'Argentina ha disputato due edizioni dei Campionati sudamericani (1989, 1993).